# Ricardo Margarit
Ricardo Margarit Calvet (Rubí, 8 dicembre 1884 – Barcellona, 30 dicembre 1974) è stato un canottiere spagnolo.

## Carriera
Partecipò ai Giochi della II Olimpiade che si svolsero a Parigi nel 1900. Prese parte alla gara di quattro con, in cui giunse ottavo.